# Obwody autonomiczne Federacji Rosyjskiej
Obwody autonomiczne Federacji Rosyjskiej – jednostki podziału administracyjnego Rosji.
Obwody autonomiczne tworzone były w ZSRR jako forma autonomii dla niewielkich narodów zamieszkujących to państwo. Jeszcze przed uzyskaniem niepodległości przez Rosję 4 z 5 istniejących na jej obszarze obwodów autonomicznych podniesione zostały do rangi republik autonomicznych, jedynie jeden z nich – Żydowski Obwód Autonomiczny – zachował dawny status.